# Mâcon villages
Pour un article plus général, voir Mâcon (AOC).
Le mâcon villages est un vin blanc français produit sur une partie du vignoble du Mâconnais (une des subdivisions du vignoble de Bourgogne).
La mention « villages » peut être rajoutée à la suite du nom de l'appellation d'origine contrôlée mâcon, sous quelques conditions ; cette mention peut être remplacée par une des 27 dénominations géographiques de l'appellation (tel que « mâcon Lugny », « mâcon La Roche-Vineuse » ou « mâcon Péronne » pour les trois principales), avec des conditions un peu plus exigeantes. Le cépage unique autorisé est le chardonnay (le village éponyme est dans l'aire d'appellation).

## Historique
Si l'appellation d'origine contrôlée (AOC) « mâcon » est reconnue dès 1937, c'est le décret du 10 décembre 1958 qui instaure dans l'AOC « mâcon » ou « pinot chardonnay mâcon » (concernant que les vins blancs) l'« appellation mâcon-villages » (avec tiret) ou le rajout du nom (placé avant le nom de l'AOC) d'une des 40 communes de production listées.
Le cahier des charges de l'appellation mâcon a été modifié en décembre 2023, conservant la possibilité de rajouter la mention « villages ».

## Vignoble
Le mâcon villages est produit dans le Sud de la Saône-et-Loire sur une partie du vignoble du Mâconnais, entre le Tournugeois au nord et la lisière du Beaujolais au sud, en passant par le Haut-Mâconnais (qui groupe les communes les plus densément plantées en vignes). Selon le service des Douanes, la superficie revendiquée en 2024 avec la mention « villages » est de 1 925 hectares. En 2008, la production déclarée était sur une superficie de 1 336 ha.

### Aire ayant droit à la mention
Selon le cahier des charges de l'appellation, la récolte des raisins, la vinification et l'élaboration du mâcon villages sont assurées sur le territoire des communes suivantes : Ameugny, Azé, Berzé-la-Ville, Berzé-le-Châtel, Bissy-la-Mâconnaise, Bissy-sous-Uxelles, Blanot, Bonnay, Boyer, Bray, Bresse-sur-Grosne, Burgy, Burnand, Bussières, Chaintré, Champagny-sous-Uxelles, Chânes, Chapaize, La Chapelle-de-Guinchay, La Chapelle-sous-Brancion, Charbonnières, Chardonnay, Charnay-lès-Mâcon, Chasselas, Chevagny-les-Chevrières, Chissey-lès-Mâcon, Clessé, Cortevaix, Crêches-sur-Saône, Cruzille, Curtil-sous-Burnand, Davayé, Étrigny, Farges-lès-Mâcon, Fuissé, Grevilly, Hurigny, Igé, Jugy, Laives, Laizé, Leynes, Lournand, Lugny, Mâcon, Mancey, Martailly-lès-Brancion, Massy, Milly-Lamartine, Montbellet, Montceaux-Ragny, Ozenay, Péronne, Pierreclos, Plottes, Prissé, Pruzilly, La Roche-Vineuse, Romanèche-Thorins, Royer, Saint-Albain, Saint-Amour-Bellevue, Saint-Gengoux-de-Scissé, Saint-Gengoux-le-National, Saint-Martin-Belle-Roche, Saint-Maurice-de-Satonnay, Saint-Symphorien-d'Ancelles, Saint-Vérand, Saint-Ythaire, La Salle, Savigny-sur-Grosne, Sennecey-le-Grand, Senozan, Sologny, Solutré-Pouilly, Tournus, Uchizy, Vergisson, Vers, Verzé, La Vineuse, Vinzelles et Viré.
En sont donc exclues, par rapport à l'aire d'appellation plus large du mâcon, les communes de Château, Fleurville, Jalogny, Lacrost, Nanton, Préty, Sigy-le-Châtel et Le Villars.

### Dénominations géographiques
Au nom de l'appellation mâcon peut être rajoutée une des dénominations géographiques complémentaires. Si les dénominations « Fuissé », « Loché », « Montbellet , « Solutré-Pouilly », « Uchizy », « Vergisson » et « Vinzelles » sont uniquement pour des vins blancs, celle « Serrières » est limitée à des vins rouges et rosés, tandis que les 19 autres (« Azé », « Bray », « Burgy », « Bussières », « Chaintré », « Chardonnay », « Charnay-lès-Mâcon », « Cruzille », « Davayé », « Igé », « Lugny », « Mancey », « Milly-Lamartine », « Péronne », « Pierreclos », « Prissé », « La Roche-Vineuse », « Saint-Gengoux-le-National » et « Verzé ») sont autorisés dans les trois couleurs.
Dans la pratique, l'écrasante majorité de la production sous dénomination est en blanc.

### Climatologie
Le climat du Mâconnais est tempéré de type océanique, avec de légères tendances continentale (un peu plus sec, avec des hivers un peu plus froids) et subméditerranéenne (bon ensoleillement et été plus chaud). En raison de l'actuel changement climatique, les vendanges sont souvent plus précoces de quelques jours (le débourrement, la floraison et la véraison de la vigne se faisant plus tôt).

### Encépagement
Le chardonnay B est l'unique cépage utilisé pour produire les vins blancs de l'AOC. Ses grappes sont relativement petites, cylindriques, moins denses que celles du pinot noir N, constituées de grains irréguliers, assez petits, de couleur jaune doré. De maturation de première époque comme le pinot noir N, il s'accommode mieux d'une humidité de fin de saison avec une meilleure résistance à la pourriture s'il n'est pas en situation de forte vigueur. Il est sensible à l'oïdium et à la flavescence dorée. Il débourre un peu avant le pinot noir N, ce qui le rend également sensible aux gelées printanières. Les teneurs en sucre des baies peuvent atteindre des niveaux élevés tout en conservant une acidité importante, ce qui permet d'obtenir des vins particulièrement bien équilibrés, puissants et amples, avec beaucoup de gras et de volume.

### Rendements
Les rendements pour prétendre à la mention « villages » sont limités à un maximum de 68 hectolitres par hectare (70 pour du mâcon blanc, 66 pour les dénominations géographiques). Chaque année, ces rendements maximum peuvent être modifiés à la hausse ou à la baisse par un arrêté du ministère de l'Agriculture, dans la limite des rendements butoirs de l'appellation, fixés à 77 hl/ha.
Les rendements déclarés récemment sont (les chiffres 2023 comprennent les dénominations géographiques) :
| Année | Superficie (ha) | Production (hl) | Rendement (hl/ha) |
| ----- | --------------- | --------------- | ----------------- |
| 2020  | 2 025           | 142 501         | 70                |
| 2021  | 2 120           | 83 443          | 40                |
| 2022  | 2 044           | 137 753         | 67                |
| 2023  | 3 921           | 280 764         | 72                |
| 2024  | 1 925           | 99 355          | 52                |

## Vins
La production déclarée en 2023 a été d'un total de 99 355 hectolitres (un hectolitre = 100 litres = 133 bouteilles de 75 cl) de vin blanc. En 2008, le volume était de 7 366 hl.

### Titres alcoométriques volumiques
| AOC                           | Blanc      | Blanc    |
| Titre alcoométrique volumique | minimal    | maximal  |
| Mâcon villages                | 10,5 % vol | 13 % vol |

### Vinification et élevage
Voici les méthodes générales de vinification pour cette appellation. Il existe cependant des petites différences de méthode entre les différents viticulteurs, négociants et caves coopératives.

#### Vinification en blanc

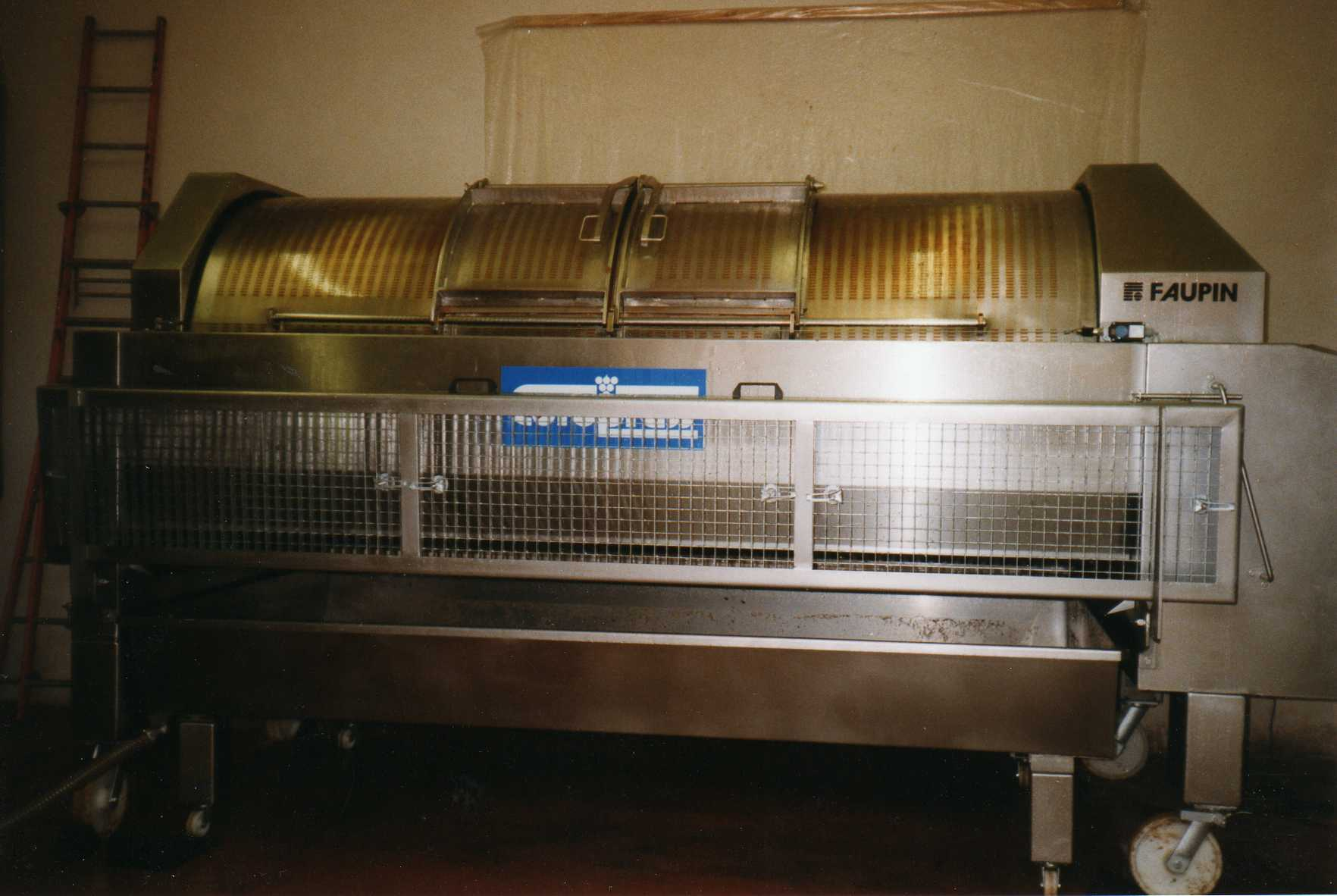
Pressoir pneumatique servant au pressurage.

Comme pour le rouge, la récolte est manuelle ou mécanique et peut être triée. Les raisins sont ensuite transférés dans un pressoir pour le pressurage. Une fois le moût en cuve, le débourbage est pratiqué généralement après un enzymage. À ce stade, une stabulation préfermentaire à froid (environ 10 à 12 °C pendant plusieurs jours) peut être recherchée pour favoriser l'extraction des arômes. Mais le plus souvent, après 12 à 48 heures, le jus clair est soutiré et mis à fermenter. La fermentation alcoolique se déroule avec un suivi tout particulier pour les températures qui doivent rester à peu près stables (18 à 24 °C). La chaptalisation est aussi pratiquée pour augmenter le titre alcoométrique volumique si nécessaire. La fermentation malolactique est réalisée en Fûts ou en cuves. Les vins sont élevés « sur lies », en fûts, dans lesquels le vinificateur réalise régulièrement un « bâtonnage », c'est-à-dire une remise en suspension des lies. Cette opération dure pendant plusieurs mois au cours de l'élevage des blancs. À la fin, la filtration du vin est pratiquée pour rendre les vins plus limpides. La mise en bouteille clôture l'opération.

### Gastronomie
Les mâcons villages sont des vins blancs qui ont une robe or pâle ou jaune paille. Le nez a la réputation d'avoir des arômes floraux, tel que ceux de l'acacia, du genêt, du chèvrefeuille et de fougère ; sont évoqués parfois des notes d'agrumes, de rose blanche, de citronnelle ou de verveine. La bouche est généralement fraîche, plutôt fruitée et ronde.
Ces vins blancs s'accordent bien avec une poularde, une friture, une salade au chèvre chaud, certains fromages (saint-nectaire ou fromages de chèvre), de la volaille, du poisson, de la ratatouille… La durée de garde se situe aux environs de cinq à six ans et ce vin se sert entre 11 et 13 °C.

## Économie

### Commercialisation
La commercialisation de cette appellation se fait par divers canaux de vente : dans les caveaux du viticulteur, dans les salons des vins (vignerons indépendants, etc.), dans les foires gastronomiques, par exportation, dans les cafés-hôtels-restaurants (C.H.R.), dans les grandes et moyennes surfaces (G.M.S.).

### Structure des exploitations
Il existe des domaines de tailles différentes. Ces domaines mettent tout ou une partie de leurs propres vins en bouteilles et s'occupent aussi de le vendre. Les autres, ainsi que ceux qui ne vendent pas tous leurs vins en bouteilles, les vendent aux maisons de négoce.
Les caves coopératives et leurs apporteurs sont des vignerons. Ces derniers peuvent leur amener leurs récoltes, ou bien la cave coopérative vendange elle-même (machine à vendanger en général). 
Les maisons de négoce achètent leurs vins, en général, en vin fait (vin fini) mais parfois en raisin ou en moût. Elles achètent aux domaines et passent par un courtier en vin qui sert d'intermédiaire moyennant une commission de l'ordre de 2 % à la charge de l'acheteur.

### Listes de producteurs
- Maison Beaudet Paul, à Cercié ;
- Domaine Bouchacourt Denis, à Solutré-Pouilly ;
- Cave de Lugny[n 3] ;
- Cave de Chaintré[n 4] ;
- Cave de Clessé ;
- Cave du Père Tienne, à Sologny ;
- Château de Messey, à Ozenay ;
- Domaine Chateau Vitallis, à Fuissé ;
- Maison Collin Bourisset, à La Chapelle-de-Guinchay ;
- Domaine Corsin, à Davayé ;
- Maison d'Allaines François, à Demigny ;
- Domaine de la Quintaine, à Clessé ;
- Domaine Sainte Barbe, à Viré ;
- Domaines des Niales, à Saint-Maurice-de-Satonnay ;
- Domaine Eloy Jean-Yves, à Fuissé ;
- Domaine Gaillard, à Davayé ;
- Domaine des Gandines, à Clessé ;
- Domaine Gonon Jean-François, à Vergisson ;
- Maison Kerlann, à Meursanges ;
- Domaine Saint-Denis (Laferrère Hubert), à Lugny ;
- Cave de Viré[n 5] ;
- etc.

## Concours des vins
Parmi les plus importants concours des vins récompensant chaque année – entre autres – le mâcon-villages figurent :
- le concours général agricole (section vin), organisé chaque année à Paris ;
- le Concours national des vins de Mâcon, consistant en une dégustation annuelle de vins, avec l'attribution de médailles pour les meilleurs vins, de toutes les régions viticoles françaises.

Existent aussi :
- le Concours des vins du Mâconnais et du Beaujolais Saint-Vincent, organisé par la Société d’agriculture et de viticulture de l’arrondissement de Mâcon (sous le patronage du préfet de Saône-et-Loire, du président du conseil départemental de Saône-et-Loire et du maire de Mâcon, du lycée viticole et agronomique « Lucie Aubrac » de Davayé, du Bureau interprofessionnel des vins de Bourgogne, de l’Inter-Beaujolais et de la Confrérie des vignerons de saint Vincent) pour primer les meilleurs crus, sélectionnés par 500 dégustateurs parmi 1200 vins (ce concours a tenu sa 130e édition en janvier 2023) ;
- la Distinction Saint-Vincent, créée en 1986 et se déroulant chaque année au mois de mars sous l'égide de l'Union des Producteurs de Vins Mâcon pour mettre en valeur les meilleures cuvées de l’appellation Mâcon (sans toutefois établir de classement entre elles), récompense ouverte à tous les producteurs de vins Mâcon et exclusivement réservée aux vins blancs, rosés et rouges de l’année en cours et de l’année précédente, et provenant des appellations d’origine contrôlée suivantes : Mâcon (blanc, rosé et rouge), Mâcon-Villages (blanc) et Mâcon + nom de commune (blanc, rosé et rouge)[13].